# أنطونيو ديفيس
أنطونيو ديفيس (بالإنجليزية: Antonio Davis)‏ مواليد 31 أكتوبر 1968 في باين بلاف، هو لاعب كرة سلة أمريكي سابق بدأ مسيرته الاحترافية في سنة 1990. يبلغ طوله 6 قدم 9 بوصة (2.1 م). اعتزل اللعب في 2006.

## فرق لعب لها
- أولمبيا ميلانو
- إنديانا بايسرز
- تورونتو رابتورز
- شيكاغو بولز
- نيويورك نيكس
- تورونتو رابتورز

## الميداليات
| الميدالية | المسابقة                             |
| --------- | ------------------------------------ |
| فضية      | بطولة أمم الأمريكتين لكرة السلة 1989 |

## روابط خارجية
- أنطونيو ديفيس على موقع الاتحاد الدولي لكرة السلة (الإنجليزية)
- أنطونيو ديفيس على موقع إن بي أي (الإنجليزية)
- أنطونيو ديفيس على موقع سبورتس رفرنس (الإنجليزية)
- أنطونيو ديفيس على موقع كرة السلة الأوروبية.كوم (الإنجليزية)
- أنطونيو ديفيس على موقع كلية كرة السلة في سبورتس رفرنس.كوم (الإنجليزية)
- أنطونيو ديفيس على موقع ريلجم (الإنجليزية)
- أنطونيو ديفيس على موقع بروبوليرز (الإنجليزية)